# U스타 오디션
《U스타 오디션》은 2009년에 메가TV에서 방송된 스타 오디션 프로그램이다. 노지훈이 최종 우승자가 되었다.